# Diane Lane

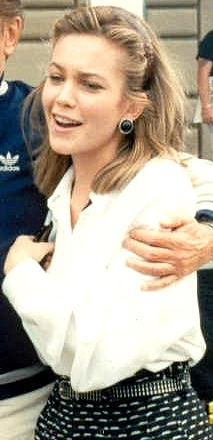
Diane Lane på Emmy-galan 1989.

Diane Colleen Lane, född 22 januari 1965 i New York, är en amerikansk skådespelare.
Diane Lane började sin skådespelarbana väldigt tidigt; hon stod på teaterscenen redan som sexåring. 13 år gammal blev hon upptäckt av regissören George Roy Hill och fick en betydande roll i hans film A Little Romance. Emellertid dalade hennes popularitet i takt med att hon växte upp, och i början av 1980-talet gjorde hon den ena efter den andra misslyckade filmen, både publikt och ekonomiskt. Under fyra år på 80-talet filmade hon inte alls.
Vändningen kom 1989 med TV-serien Den långa färden, för vilken Diane Lane nominerades till en Emmy Award för bästa kvinnliga huvudroll i en miniserie. År 2003 nominerades hon till en Oscar för bästa kvinnliga huvudroll i Unfaithful.
Diane Lane var gift första gången 1988–1994 med Christopher Lambert och andra gången 2004–2013 med Josh Brolin. I första äktenskapet har hon en dotter, född 1993.

## Filmografi (urval)
- 1979 – A Little Romance
- 1983 – Outsiders
- 1983 – Rumble Fish
- 1984 – Streets of Fire
- 1987 – Med livet som insats
- 1989 – Den långa färden (miniserie, 4 avsnitt)
- 1990 – Den kritiska punkten
- 1992 – Chaplin (film)
- 1992 – Sista draget
- 1993 – Indiansommar
- 1995 – Judge Dredd
- 1995 – Linje Lusta (TV-film)
- 1996 – Jack
- 1997 – Murder at 1600
- 1999 – A Walk on the Moon
- 2000 – Den perfekta stormen
- 2002 – Unfaithful
- 2003 – Under Toscanas sol
- 2005 – Matte söker husse
- 2006 – Hollywoodland
- 2008 – Jumper
- 2008 – Nätterna vid havet
- 2008 – Utan spår
- 2010 – Secretariat
- 2011 – Cinema Verite
- 2013 – Man of Steel
- 2014 – Every Secret Thing
- 2015 – Insidan ut (röstroll)
- 2015 – Trumbo
- 2016 – Batman v Superman: Dawn of Justice
- 2017 – Paris Can Wait
- 2017 – Mark Felt
- 2017 – Justice League
- 2018 – House of Cards (TV-serie) (7 avsnitt)
- 2019 – Serenity
- 2020 – Let Him Go
- 2021 – Zack Snyder's Justice League
- 2023 – Extrapolations (TV-serie) (1 avsnitt)
- 2024 – Feud: Capote vs. The Swans (TV-serie) (8 avsnitt)
- 2024 – Insidan ut 2 (röstroll)
- 2025 – Anniversary